# Усадьба Демидовых на улице Радио
Усадьба Демидовых — комплекс исторических зданий в Москве, построенный в XVIII—XIX веках. Объект культурного наследия федерального значения, флигели — выявленные объекты культурного наследия. В XIX — начале XX века усадьбу занимал Елизаветинский институт. Расположена на улице Радио, дом 10, 10а.

## История
Основной усадебный дом существовал уже в 1750-х гг. в усадьбе промышленника Н. А. Демидова, во владении, сформированном из двух усадеб, восточной из которых была усадьба И. Ф. Ромодановского, позднее М. Г. Головкина, известная как «Слободской дом». В 1760-х гг. строительство ещё продолжалось, им руководил Ф. С. Аргунов. В 1765 году по его проекту возведено парадное крыльцо. Декоративной отделкой дома руководил немецкий мастер «резного и скульптурного дела» Иоганн Юст. Строительство главного дома завершено в 1770-х гг. За домом располагался обширный регулярный парк с прудами, фонтанами, гротом, каменными и чугунными (произведёнными на заводах Демидова) статуями. Во второй половине XVIII века в восточной части усадьбы возведены сохранившиеся поныне жилые флигели (домовладение 10). Один из них — одноэтажное каре (строения 2, 2а), в его заднем корпусе находились помещения крепостного театра. Следующий за ним флигель — небольшой, вытянутый вдоль улицы, с узкими крыльями (строение 1). К ансамблю также относился двухэтажный людской флигель на другой стороне улицы, на углу с Большим Демидовским переулком (улица Радио, 15). Сын Н. А. Демидова, Н. Н. Демидов, в 1826 году пожертвовал усадьбу для размещения Дома трудолюбия, а с 1867 года в здании находилось Елизаветинское женское училище, для которого комплекс был перестроен, с запада сооружён двухэтажный корпус с домовой церковью. В XX веке был застроен бывший усадебный парк между усадебным домом и Яузой. В настоящее время центральное здание усадьбы занимает Государственный университет просвещения.

## Архитектура
Основной дом усадьбы представляет собой одноэтажное (на подклете), вытянутое вдоль улицы здание, со сложной композицией ризалитов и фасадных членений, свойственной скорее первой половине XVIII века. Первоначально дом был оформлен в стиле барокко, с коринфскими пилястрами и сложными белокаменными наличниками. Парадный фасад переоформлен на рубеже XIX—XX вв. в неоклассическом стиле. Первоначальное оформление было утрачено. Сохранились парадные помещения бывшего театра (разгорожены), а в них — высокие арочные окна, ампирные карнизы и порталы на втором этаже в аванзале. В интерьерах уцелели также лестницы ажурного чугунного литья, относящиеся, вероятно, к середине XIX века.

## Галерея

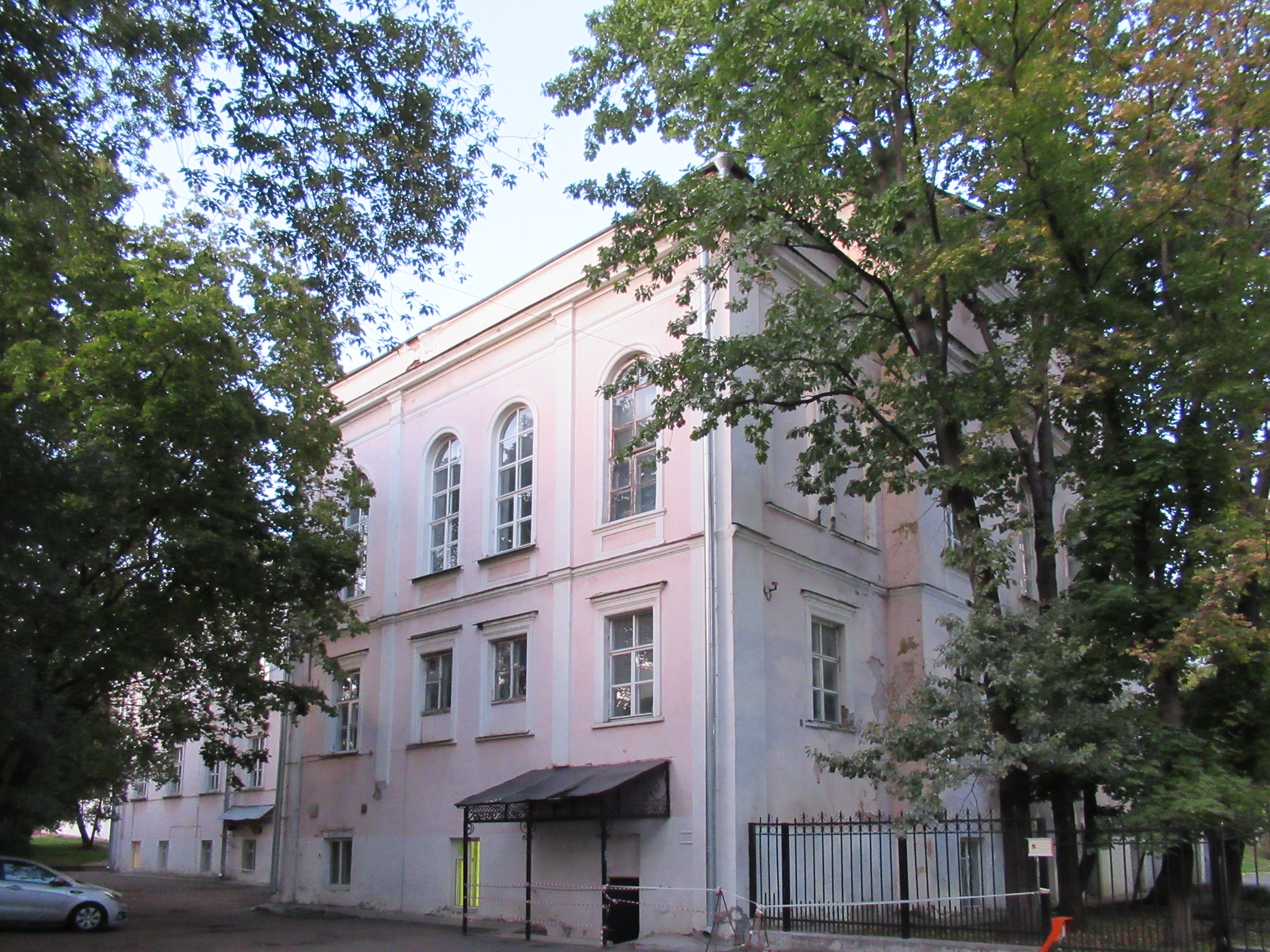
Западная боковая пристройка к главному дому
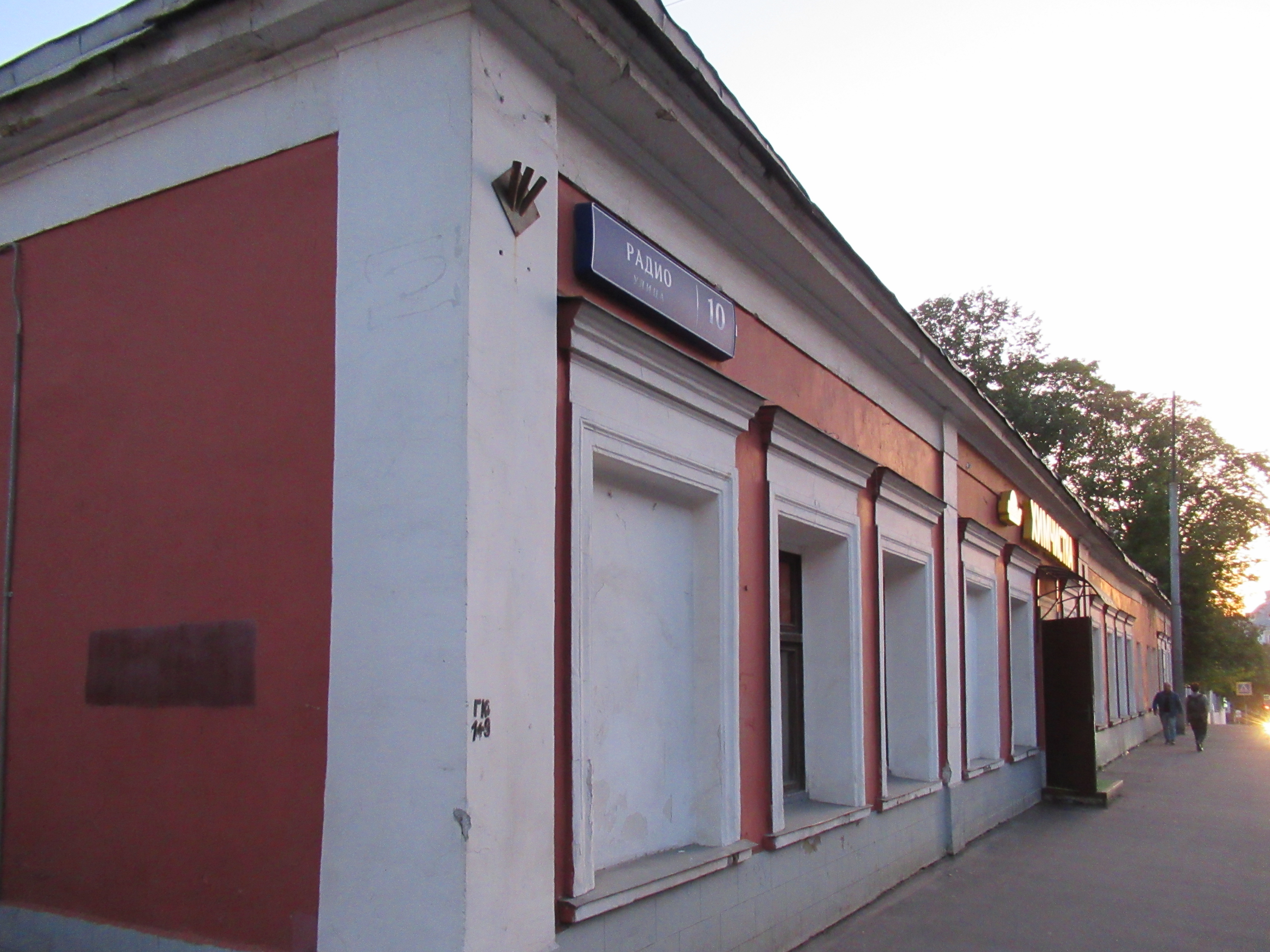
Флигель (строение 2а)
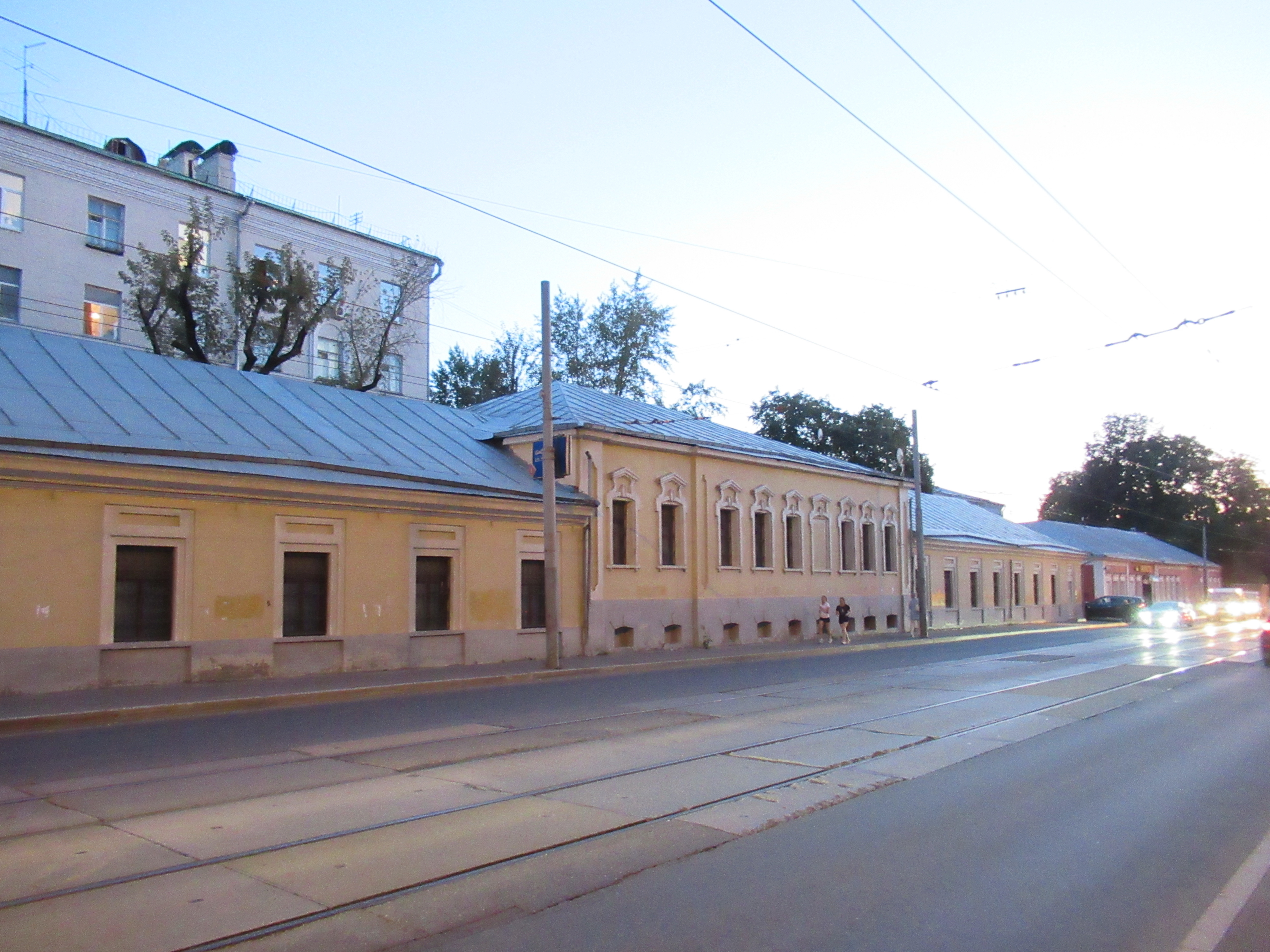
Флигель (строение 1)